# Diana Napier
Diana Napier, eigentlich Alice Mary Ellis (* 31. Januar 1905 in Bath, Vereinigtes Königreich; † 12. März 1982 in Windlesham, Surrey, Vereinigtes Königreich) war eine britische Schauspielerin bei Bühne und Film.

## Leben und Wirken

### Frühe Jahre und Filmtätigkeit
Alice Mary Ellis, Tochter eines HNO-Arztes, wuchs mehrere Jahre lang in der damals noch britischen Kolonie Südafrika auf und ging in Durban zur Schule. Nach ihrer Heimkehr nach Europa nahm „Mollie“ Ellis, wie sie genannt wurde, in Paris Schauspielunterricht und spielte in der zweiten Hälfte der 1920er Jahre mit wenig Aufsehen Repertoiretheater. Zu dieser Zeit lernte sie ihren ersten Mann, den Theater- und Filmschauspieler G. H. Mulcaster (1891–1964) kennen, den sie 1927 heiratete. Englands bedeutendster Filmproduzent, der gebürtige Ungar Alexander Korda, bot ihr 1932 einen Eignungstest an, der zufriedenstellend verlief. Unter dem Künstlernamen Diana Napier – Napier war der Mädchenname ihrer Mutter Alice – drehte die attraktive Mimin wenig bedeutsame Korda-Inszenierungen und erhielt mit der kleinen Nebenrolle der Gräfin Worontzowa 1933 auch einen Part in einer ambitionierten Großproduktion Katharina die Große an der Seite von Elisabeth Bergner und Douglas Fairbanks junior. Gleich im Anschluss daran besetzte sie Korda erneut mit einer eher unbedeutenden Nebenrolle in einer weiteren Prestigeproduktion, Das Privatleben des Don Juan, wo sie diesmal an der Seite von Fairbanks jrs. Vater, der Hollywood-Stummfilmlegende Douglas Fairbanks senior, auftrat.
Kordas Unzufriedenheit mit Diana Napier führte dazu, dass ihr Filmvertrag frühzeitig gekündigt wurde, woraufhin Fairbanks junior sie 1935 für seine Romanze Mimi – Der Roman einer großen Liebe an seine Seite holte und ihr die zweite weibliche Hauptrolle überließ. Am Set lernte Napier den österreichischen Regisseur Paul Ludwig Stein kennen, einen Jugendfreund des berühmten österreichischen Tenors Richard Tauber. Stein holte die Künstlerin mit dem kastanienbraunen Haar auch für seine Folgeinszenierung Wien, Wien, nur du allein und brachte sie, wenngleich nur mit einer Nebenrolle, erstmals mit Tauber vor die Kamera. Der Tenor und die Nachwuchsdarstellerin verliebten sich ineinander, und Tauber und die inzwischen geschiedene Diana Napier heirateten am 20. Juni 1936. Zu dieser Zeit hatte sie zwei weitere Male an der Seite ihres Frischvermählten vor der Kamera gestanden: In Der Bajazzo und Das singende Land; zwei Filme, die ganz auf die Gesangskraft ihres zugkräftigen Stars Richard Tauber ausgerichtet waren.

### Die späten Jahre
Noch 1936 zog sich Diana Napier von der Schauspielerei weitgehend zurück und widmete sich bis Beginn des Ausbruchs des Zweiten Weltkriegs ganz dem Privatleben mit ihrem Ehemann. Im April 1940 schloss Diana Napier sich der rein weiblichen Wohltätigkeitsorganisation First Aid Nursing Yeomanry an und besuchte eine Ambulance Unit in Schottland, um sich um aus dem deutschbesetzten Polen nach England geflohenen polnischen Soldaten zu kümmern. Später schloss sich Diana Napier Tauber der Polish Welfare Unit in London an. 1945, kurz nach der Befreiung der Niederlande, reiste sie dorthin, um sich im Rahmen des Roten Kreuzes um diejenigen polnischen Soldaten zu kümmern, die sich bis dahin vor den Nazis in Holland versteckt hielten. In Meppen erhielt sie kurz darauf eine Auszeichnung vom polnischen Exil-General Clemens Rudnicki für ihre Hilfstätigkeit bei der Versorgung polnischer Militärangehöriger. Nach dem überraschend frühen Tode Richard Taubers im Januar 1948 widmete sich Diana Napier in literarischer Form ganz dem Andenken ihres Gatten. 1971 wirkte sie anlässlich des 80. Geburtstags ihres verstorbenen Gatten auch an der britischen Fernsehdokumentation „This was Richard Tauber“ mit. 
In dritter Ehe seit 1953 mit dem gebürtigen Polen Stanislaus Maria Wolkowicki (1902–1965) verheiratet, den sie im Zweiten Weltkrieg während ihrer Mithilfe beim Polnischen Roten Kreuz kennen gelernt hatte, wurde Napier nach ihrem Tod 1982 an seiner Seite als Diana Wolkowicka im Friedhof von Sunningdale (Berkshire) bestattet.

## Filmografie (komplett)
- 1932: Wedding Rehearsal
- 1932: Her First Affaire
- 1933: Strange Evidence
- 1933: The Butterfly Affair
- 1933: For Love of You
- 1933: Katharina die Große (Catherine the Great)
- 1934: Das Privatleben des Don Juan (The Private Life of Don Juan)
- 1934: The Warren Case
- 1934: Falling in Love
- 1935: Royal Cavalcade
- 1935: Mimi – Der Roman einer großen Liebe (Mimi)
- 1935: Wien, Wien, nur du allein (Heart's Desire)
- 1936: Der Bajazzo (Pagliacci)
- 1936: Das singende Land (Land Without Music)
- 1949: I was a Dancer
- 1950: Bait